# IC 2343
IC 2343 је појединачна звијезда у сазвјежђу Рак која се налази на листи објеката дубоког неба у Индекс каталогу.
Деклинација објекта је + 19° 1' 32" а ректасцензија 8h 23m 54,1s.